# خطا (فیلم)
خطا (فیلم) فیلمی به کارگردانی  و نویسندگی محمدرضا سرهنگی ساختهٔ سال ۱۳۷۰ است.

## داستان فیلم
رضا براي خواهرش سارا عروسكي نوازنده مي خرد. فروشنده به او دو شكلات مي دهد كه يكي را براي خودش بردارد و ديگري را به سارا بدهد. ولي رضا از دادن شكلات به سارا خودداري مي كند و عروسك ديگر ني نمي زند. سارا نگران مي شود و رضا در پي يافتن فروشنده براي پي بردن به ناراحتي عروسك به كارگاه عروسكي هدايت مي شود و عدم ني زدن عروسك را ناشي از خطاي خودش مي يابد.

## بازیگران
- سهیلا تیلاوی
- فرامرز کشاورز
- شراره مدنی
- شهاب الدین پزشک
- آلما صمیمی
- نگار عرفانیان
- سارا عرفانیان
- روزبه عرفانیان
- آیدین صمیمی
- کیوان جواهریان
- پویا پورامین
- علیرضا رئیسی
- سمانه شهامت